# Kefar Shemaryahu
Kefar Shemaryahu (hebreiska: כפר שמריהו) är en ort i Israel.   Den ligger i distriktet Tel Aviv-distriktet, i den norra delen av landet. Kefar Shemaryahu ligger 39 meter över havet och antalet invånare är 1 774.
Terrängen runt Kefar Shemaryahu är platt. Havet är nära Kefar Shemaryahu västerut. Runt Kefar Shemaryahu är det mycket tätbefolkat, med 5 399 invånare per kvadratkilometer. Närmaste större samhälle är Tel Aviv, 12,2 km söder om Kefar Shemaryahu. Runt Kefar Shemaryahu är det i huvudsak tätbebyggt.